# Irlandzki Korpus Lotniczy
Irlandzki Korpus Powietrzny (irl. Aer Chór na hÉireann, ang. Irish Air Corps) – irlandzkie siły powietrzne wchodzące w skład Óglaigh na hÉireann czyli Irlandzkich Sił Obronnych. 
Składają się z 30 samolotów i śmigłowców. Służą głównie wsparciu wojsk lądowych. Ich główną bazą jest Casement w pobliżu Dublina. Siłę bojową stanowi jedynie 7 sztuk samolotów turbośmigłowych Pilatus PC-9 wykorzystywanych także do treningu. Do 1998 zadania te wykonywało 6 odrzutowych maszyn typu Fouga CM.170 Magister składających się na Lekką Eskadrę Szturmową. Dawniej korpus posiadał też odrzutowce De Havilland Vampire. W przeszłości do przewozu osobistości i zadań łącznikowych wykorzystywano samoloty BAe 125-700, a Grumman Gulfstream III przeznaczone były do wykonywania zadań morskich. Między 1963 a 2007 wykorzystywano do celów ratowniczych śmigłowce Aérospatiale Alouette III.

## Wyposażenie
| Zdjęcie | Statek               | Typ                       | W służbie | Uwagi       |
| ------- | -------------------- | ------------------------- | --------- | ----------- |
|         | AgustaWestland AW139 | śmigłowiec wielozadaniowy | 6         |             |
|         | Eurocopter EC135P2   | śmigłowiec wielozadaniowy | 2         |             |
|         | Pilatus PC-9M        | treningowy/wsparcia       | 7         | 1 utracono. |
|         | CASA CN-235-100MP    | morski patrolowiec        | 2         |             |
|         | Grumman G1159C       | transport VIP             | 1         | #251        |
|         | Learjet 45           | transport VIP             | 1         | #258        |
|         | Cessna-Remis FR172H  | obserwacyjny              | 5         |             |